# Peter Mertens
Peter Mertens (Anversa, 17 dicembre 1969) è un politico belga, esponente e presidente del Partito del Lavoro del Belgio, consigliere per lo stesso partito nella città di Anversa dal 2012.

## Gioventù
Mertens è nato ad Anversa. Nel 1987, quando aveva 18 anni, fondò lo Studenten tegen Racisme (Studenti contro il razzismo, SteR) con il collega studente dell'UFSIA Marc Spruyt. Quattro anni dopo si unì al Marxistisch-Leninistische Beweging (Movimento marxista-leninista, MLB), durante le proteste contro la Guerra del Golfo. Con questa organizzazione era presente anche in una vasta gamma di attività studentesche, come la campagna di solidarietà con gli operai del cantiere Boelwerf di Temse. Nel 1994 Mertens divenne presidente del MLB, che allora partecipò al movimento di sciopero contro le riforme proposte dal ministro dell'Istruzione superiore nel governo della Comunità francofona, Michel Lebrun.
Mertens ha conseguito la licenza in sociologia nel 1998 e ha iniziato a lavorare come impiegato temporaneo (lavoro interinale). Per un anno e mezzo ha lavorato come operaio per imprese di pulizia industriale e subappaltatori nel porto di Gand.

## Politico
Nel 1995 ebbe luogo il quinto congresso del PVDA-PTB e Peter Mertens fu eletto nel Consiglio nazionale del partito. Lasciò la sua posizione come presidente presso l'MLB nel 1998 e divenne segretario politico nel ramo del partito della provincia di Anversa. Nel 2002, al settimo congresso del partito, Mertens fu eletto nell'ufficio del partito. Altri quattro anni dopo divenne responsabile della gestione quotidiana del partito.
Durante l'ottavo congresso del partito, il 2 marzo 2008, Mertens è stato ufficialmente nominato successore di Ludo Martens, che stava avendo seri problemi di salute. Dopo la sua nomina, Mertens dichiarò nel giornale in lingua olandese De Morgen che il suo partito avrebbe lasciato dietro di sé il suo atteggiamento pedante e le grandi teorie. Come presidente ha voluto ripensare alla posizione del partito, abbandonando ogni connessione con il maoismo e lo stalinismo. Per presentare la nuova visione e la direzione del partito ha scritto il libro Op Mensenmaat (A misura d'uomo). Il suo successore, Hoe durven ze? (Come osano?), È apparso nel dicembre 2011 ed è diventato un successo immediato. Dopo un anno e mezzo sono state vendute 17 000 copie e nel 2012 Mertens ha ricevuto il Jaap Kruithof Prize per questo lavoro.
Alle elezioni locali del 2012 è stato in cima alla lista per le elezioni comunali nella città di Anversa ed è stato eletto con 8.976 voti favorevoli. Questo lo ha reso il quarto uomo politico più popolare ad Anversa, dietro Bart De Wever, Patrick Janssens e Filip Dewinter.